# James T. White
Pour les articles homonymes, voir James White et White.
James Timothy White (né le 4 janvier 1985 à Calgary, Canada) est un millionnaire autodidacte, entrepreneur et écrivain. Il a été directeur et PDG de J & W Corporate, une entreprise au capital de plusieurs millions de dollars qui comprend cinq corps de métiers. En 2006, à l'âge de 21 ans, et seulement quatre ans après son affectation officielle, White comptabilisait un total d'environ 4 millions de dollars de bénéfices nets et employait plus de 280 salariés. En 2010, à la tête d'Eurotex Finanz Inc. (KFE.DE) à seulement vingt-cinq ans, il est le plus jeune PDG jamais répertorié à la Bourse de Francfort. En décembre 2010, White fonda également Eurotex Global Savings & Trust SA.

## Début de carrière
White commence sa carrière dans le monde des affaires à l'âge de onze ans, alors qu'il observe des gamins déneiger le trottoir à la pelle de l'autre côté de la rue, il décèle immédiatement les possibilités infinies et la manne qu'une telle tâche sont susceptibles de représenter pour lui. Après avoir fait l'acquisition d'une pelle à vingt dollars, il commence à déblayer les sorties de garages et se compose ainsi une impressionnante liste de clients. À treize ans à peine White a mis assez d'argent de côté pour s'acheter un chasse-neige; mais non-content de ce petit travail saisonnier, il décide de passer à l'entretien de jardin. De loin en loin et alors qu'il parvient à l'adolescence, il est déjà le PDG d'une entreprise prospère, "J & W Lawn Care & Snow Removal", et atteint le million de bénéfices alors qu'il n'a que seize ans.

## Le Groupe J & W
- J & W Lawn Care & Snow Removal (1998–2006): Paysagisme, jardinage et déneigement.
- J & W Tire Trax (2002–2008): Réparation de pneus, import, et vente.
- J & W Gestion patrimoniale (2004–2006): Gestion de biens.
- J & W Courier Service (Service de messagerie, coursiers) (2005–2006): Collaboration avec FedEx Ground pour la livraison de paquets.
- J & W Waste Management (Traitement de déchets) (2006-2006): Levée de poubelles, ramassage d'ordures et acheminement à la décharge.
- J & W Property Management (Gestion patrimoniale) (2001–2006): Gestion d'établissements commerciaux.

En 2006 l'entreprise a totalisé 4 millions de dollars de bénéfices nets. Pourtant, plus tard la même année, James vend l'entreprise à son père, Timothy White, qui la renomme J & W Mechanical Inc. C'est avec cette vente que White finance le lancement de Canam Credit Company.

## Société de crédit Canam
Fondée avec son ami de longue date Amy Tan en 2006, l'entreprise couvre presque tous les domaines du financement industriel, délivrant de multiples services à ses clients incluant l'affacturage, les hypothèques de premier et second rang, le prêt automobile, L'avance sur commission et le prêt à court terme. L'entreprise, qui a principalement investi dans les prêts sur salaire aux États-Unis, est parvenue à lever dix millions de dollars auprès des actionnaires, et en avril 2007, elle fit l'acquisition de Canada Debt Assistance pour un million cinq cent mille dollars auprès de Rogers Associate Financial Partners, une entreprise listée sur le TSX Venture Exchange, et tenta plus tard de fusionner les deux sociétés,.

### Controverse et insolvabilité
En novembre 2007, le conseil exécutif d'Alberta a initié une enquête au sujet de Canada Debt Assistance, enquête close le 10 mars 2008.
En novembre 2007, la société de crédit Canam met fin à son accord avec  Rogers Associate Financial Partners.
Le 7 mars 2008 James White quitte les postes de directeur et de PDG et le 8 avril 2008, il quitte également son poste d'administrateur. Huit mois plus tard, en pleine récession économique, le 29 décembre 2008, la société se retrouve insolvable.
À la suite de l'annulation de la fusion, Rogers Associate Financial Partners Inc. fut retiré du TSX Venture Exchange en 2008.
Un peu plus tard Canada Debt Assistance se voit retirer sa licence par le conseil exécutif d'Alberta le 31 décembre 2008,,.

## Eurotex Finanz Inc.

### Eurotex Finanz Inc. (Holding Principale)
Fondée en novembre 2009, Eurotex Finanz Inc. est une société offrant divers services financiers aux petites et moyennes enterprises. La société est listée à la Bourse de Francfort (KFE.F) en janvier 2010, faisant de  White à 25 ans, le plus jeune PDG à la Bourse de Francfort, volant le titre au PDG de PUMA, Jochen Zeitz (en), âgé de 30 ans lorsqu'il entra à la Bourse de Francfort en tant que PDG en 1993. En mai 2011, Eurotex Finanz Inc. annonça son projet de privatiser la société après sa délocalisation vers les Îles Vierges britanniques.

### Eurotex Global Savings & Trust SA
Lancée en décembre 2010, l'institution financière privée basée au Luxembourg pourvoit aux besoins des grands comptes et sociétés qui souhaitent former des comptes GRAT de manière non-discrétionnaire. Dès sa première semaine d'existence, la société a financé le montage de nouvelles entreprises pour plus de 9 millions d'Euros et possède actuellement plus de 210 millions d'Euros d'actions. En janvier 2011, elle fonde une société affiliée, Eurotex Global Savings & Trust Inc. en Nouvelle-Zélande.

### Eurotex Finanz (US) Inc.
Fondée en mai 2011, l'institution financière privée basée aux États-Unis a commencé à financer prêts et fonds de roulement pour des entreprises et individus sans crédits ou moyens initiaux.

## Citations presse
- Cité dans le Calgary Herald[22].
- Cité dans Calgary Business Magazine[1].
- Cité dans le Calgary Sun – Profiles of Business Excellence (2007).
- A reçu le prix JCI Outstanding Person of Calgary (2008).
- Cité dans le livre de Maribeth Kuzmeski "The Connectors: How the World's Most Successful Businesspeople Build Relationships and Win Clients for Life"[23].
- Cité dans le livre de Justin Sachs 'The Power of Persistence: Real Life Stories of People Creating Extraordinary Results'[4].
- Interview dans le long-métrage de Justin Sachs 'Achieve Your Ultimate Success'[24].
- Interview de Steve Brewster dans 'Q: Where have all the leaders gone?'[25]
- Interview pour l'émission 'The Smith & Riley Show'[26]
- Interview le 7 juin 2011 pour l'émission 'The Dresser After Dark Show'[27]
- Cité dans le Hollis Chapman radio show[28]

## Publications
À ce jour, Blanc a eu publiés ou auto-publié (par AuthorHouse) six livres:
- (en) 101 Ways To Financial Fitness, AuthorHouse, 2007, 88 p. (ISBN 978-1-4343-0552-7)
- (en) My First Million : Essential Money Tips from One of the World's Youngest Self-Made Millionaires, Beaufort Books, 2008, 131 p. (ISBN 978-0-8253-0586-3)
- (en) My First Million : Essential Credit Repair Tips from One of the World's Youngest Millionaires, AuthorHouse, 2008 (ISBN 978-1-4389-1695-8)
- (en) James T. White's Million Dollar Business Bible : One of the World's Youngest Self-Made Millionaires Provides Essential Start-Up Business Tips So You Can Build Your Million-Dollar Business, AuthorHouse, 2009, 116 p. (ISBN 978-1-4389-3887-5)
- (en) Born To Be Business Savvy : 31 Essential Tips From the Kid Millionaire on a Personal Journey, Morgan James Publishing, 2010, 140 p. (ISBN 978-1-60037-726-6, lire en ligne)
- (en) Asset Protection : What If?, Motivational Press Inc., 2011, 108 p. (ISBN 978-1-935723-33-2)